# Venustiano Carranza, Michoacán
Venustiano Carranza là một đô thị thuộc bang Michoacán, México. Năm 2005, dân số của đô thị này là 21226 người.